# Вулар
Вулар (иногда Вуллар) — большое пресноводное озеро в Бадипоре в Джамму и Кашмире, Индия. Озеро сформировалось в результате тектонической активности и питаемо Джеламом. Озеро занимает от 30 км² в сезон засухи до 260 км² в сезон дождей. На озере есть остров «Зайнул Ланк»

## Естественная история
Это озеро одно из шести в Индии, которое подпадает под Рамсарскую конвенцию. В сожалению, в настоящее время экосистема озера подвергается большим нагрузкам, в связи с развитым сельским хозяйством в районе.

### Рыба
В озере обитает много рыб, основные виды карп (Cyprinus carpio), огненный барбус (Barbus conchonius), обыкновенная гамбузия (Gambusia affinis), водорослеед индийский (Crossocheilus latius) и виды родов Nemacheilus, Schizopyge и Schizothorax. Снежные форели включают саттарскую (Schizopyge curvifrons), чуррух (Schizopyge esocinus), Schizothorax planifrons, Schizothorax macropogon, Schizothorax longipinus и чушскую (Schizopyge niger).
Местные жители не только ловят рыбу из озера для собственного употребления, но и продают её во всей Кашмирской долине. Более 9000 рыбаков каждый день отправляются на промысел карпа Schizothorax. Они доставляют 60 % всего улова в Кашмире. Жители работают в кооперации, некоторые также выращивают тростник обыкновенный и различные болотноцветники на корм животным.

### Птицы
На озере живут чёрный коршун, воробьиный ястреб, змееяд, гималайский беркут, гималайский монал, кеклик, коклас (Pucrasia macrolophus), сизый голубь, кукушка, малая кукушка, альпийский стриж (Tachymarptis melba), бенгальская сизоворнка (Coracias benghalensis), гималайский дятел (Dendrocopos himalayensis), удод, некоторые ласточковые, обыкновенная иволга и другие.

## История
В 1444 году кашмирский султан Зайн-ул-Абидин приказал насыпать искусственные острова в центре озере.

## Тулбулский проект
Для улучшения условий судоходства, Индия планирует построить на озере систему плотин и шлюзов. Работы ведутся с 1984 года, но Пакистан называет этот проект нарушением международного договора, поскольку из-за него изменятся наполненность рек приграничного Пакистана.